# 民族乡
民族乡是中华人民共和国的一种基层民族区域自治政权，属乡级行政区划单位，即行政地位与“乡”相同。《中华人民共和国宪法》和《民族区域自治法》规定因少数民族聚居地域较小、人口较少并且分散，不宜建立民族自治地方设立“民族乡”的办法。《民族乡行政工作条例》具体保障民族乡制度的实施。截至2007年，中国大陆共有民族乡1,093个，除山西省、陕西省、海南省、宁夏回族自治區和上海市未设立民族乡以外，其余26个省级行政区均设有民族乡。民族乡最多省级行政区的为贵州省、云南省，分别达到192和140个；其次为四川省和湖南省，分别达到83和83个。
民族苏木，是中国行政区划之一，行政区划级别与街道、镇、乡、民族乡、苏木、县辖区相同，属乡级行政区。现仅有一个，为位於内蒙古自治区的呼伦贝尔市陈巴尔虎旗的鄂温克民族苏木。

## 政治
民族乡政府配备工作人员，应当尽量配备建乡的民族和其他少数民族人员。县级以上地方各级政府应当采取调派、聘任、轮换等办法，组织教师、医生、科技人员等到民族乡工作。民族乡政府在执行职务的时候，使用当地通用的语言文字。

## 经济
财政由各省、自治区、直辖市政府按照优待民族乡的原则确定，其上一级政府在编制财政预算时，应当给民族乡安排一定的机动财力。乡财政收入的超收部分和财政支出的节余部分，全部留给民族乡周转使用。信贷部门应当根据法律、法规和其他有关规定，对经济发展水平较低的民族乡用于生产建设、资源开发和少数民族用品生产方面的贷款给予照顾。县级以上地方各级政府依照税收法律、法规的规定及税收管理权限，可以采取减税、免税措施，扶持民族乡经济的发展。县级以上地方各级政府在分配支援经济不发达地区专项资金及其他固定或者临时专项资金时，对经济发展水平较低的民族乡给予照顾。民族乡依照法律、法规和国家其他有关规定，管理和保护本乡的自然资源，并对可以由本乡开发的自然资源优先合理开发利用。在依法开发资源、兴办企业时，应当照顾民族乡的利益和当地人民的生产、生活，在配套加工产品的生产和招收当地少数民族人员方面做出合理安排。

## 文化
民族乡根据实际情况，可以兴办小学、中学和初级职业学校；牧区、山区以及经济困难的民族乡，在上级政府的帮助和指导下，可以设立以寄宿制和助学金为主的学校。民族乡的中小学可以使用当地少数民族通用的语言文字教学，同时推广全国通用的普通话。使用民族语言文字教学的中小学，其教育行政经费、教职工编制可以高于普通学校。在上级政府的帮助和指导下，积极开展扫盲工作。县级以上地方各级政府可以根据当地实际情况，在有关大中专院校和中学中设立民族班，尽可能使民族乡有一定数量的学生入学。在县级以上地方各级政府的帮助下，民族乡应当加强开展科学技术知识的普及工作，组织和促进科学技术的交流和协作；创办广播站、文化馆(站)等文化设施丰富文化生活，保护和继承具有民族特点的优秀文化遗产；发展医药卫生事业，扶持民族乡办好卫生院(所)，培养和使用少数民族医疗保健人员，加强对地方病、多发病、常见病的防治，积极开展妇幼保健工作。

## 历年总数
| 年份   | 当年全国民族乡+民族苏木总数 |
| ------ | --------------------------- |
| 1986年 | 2936                        |
| 1988年 | 1571                        |
| 1990年 | 1980                        |
| 1997年 | 1545                        |
| 2000年 | 1356                        |
| 2001年 | 1165                        |
| 2002年 | 1160                        |
| 2003年 | 1147                        |
| 2004年 | 1126                        |
| 2007年 | 1093                        |
| 2013年 | 1035                        |
| 2023年 | 957                         |

## 各省级行政区民族乡分布（括注现有数）
| 省级行政区 （点击政区名查阅其境内民族乡） | 2007年 | 2023年12月31日 |
| ----------------------------------------- | ------ | -------------- |
| 全国                                      | 1093   | 957            |
| 北京市                                    | 5      | 5              |
| 天津市                                    | 2      | 1              |
| 河北省                                    | 53     | 38             |
| 山西省                                    | 0      | 0              |
| 内蒙古自治区                              | 17     | 18             |
| 辽宁省                                    | 76     | 54             |
| 吉林省                                    | 28     | 28             |
| 黑龙江省                                  | 58     | 52             |
| 上海市                                    | 0      | 0              |
| 江苏省                                    | 1      | 1              |
| 浙江省                                    | 14     | 14             |
| 安徽省                                    | 9      | 9              |
| 福建省                                    | 18     | 19             |
| 江西省                                    | 8      | 8              |
| 山东省                                    | 1      | 0              |
| 河南省                                    | 12     | 11             |
| 湖北省                                    | 10     | 10             |
| 湖南省                                    | 97     | 83             |
| 广东省                                    | 7      | 7              |
| 广西壮族自治区                            | 58     | 59             |
| 海南省                                    | 0      | 0              |
| 重庆市                                    | 8      | 14             |
| 四川省                                    | 98     | 83             |
| 贵州省                                    | 252    | 192            |
| 云南省                                    | 150    | 140            |
| 西藏自治区                                | 8      | 9              |
| 陕西省                                    | 0      | 0              |
| 甘肃省                                    | 32     | 32             |
| 青海省                                    | 28     | 28             |
| 宁夏回族自治区                            | 0      | 0              |
| 新疆维吾尔自治区                          | 43     | 42             |

## 民族乡列表
| 地级行政区                  | 县级行政区                                                             | 民族乡名称 |
| --------------------------- | ---------------------------------------------------------------------- | --- |
| 北京市（5个）               |                                                                        | |
|                             | 朝阳区（1）                                                            | 常营回族乡 |
| 通州区（1）                 | 于家务回族乡                                                           | |
| 怀柔区（2）                 | 喇叭沟门满族乡、长哨营满族乡                                           | |
| 密云区（1）                 | 檀营满族蒙古族乡                                                       | |
| 天津市（1个）               |                                                                        | |
|                             | 蓟州区（1）                                                            | 孙各庄满族乡 |
| 河北省（38个）              |                                                                        | |
| 石家庄市（3）               | 藁城区（1）                                                            | 九门回族乡 |
| 石家庄市（3）               | 无极县（1）                                                            | 高头回族乡 |
| 石家庄市（3）               | 新乐市（1）                                                            | 彭家庄回族乡 |
| 唐山市（3）                 | 遵化市（3）                                                            | 东陵满族乡、西下营满族乡、汤泉满族乡 |
| 邯郸市（2）                 | 大名县（1）                                                            | 营镇回族乡 |
| 邯郸市（2）                 | 邱县（1）                                                              | 陈村回族乡 |
| 保定市（2）                 | 易县（1）                                                              | 凌云册回族满族乡 |
| 保定市（2）                 | 定州市（1）                                                            | 号头庄回族乡 |
| 张家口市（2）               | 沽源县（1）                                                            | 大二号回族乡 |
| 张家口市（2）               | 怀来县（1）                                                            | 王家楼回族乡 |
| 承德市（18）                | 承德县（2）                                                            | 岗子满族乡、两家满族乡 |
| 承德市（18）                | 兴隆县（2）                                                            | 八卦岭满族乡、南天门满族乡 |
| 承德市（18）                | 滦平县（6）                                                            | 邓厂满族乡、马营子满族乡、平坊满族乡、西沟满族乡、五道营子满族乡、付家店满族乡 |
| 承德市（18）                | 隆化县（6）                                                            | 八达营蒙古族乡、尹家营满族乡、庙子沟蒙古族满族乡、西阿超满族蒙古族乡、太平庄满族乡、旧屯满族乡 |
| 承德市（18）                | 平泉市（2）                                                            | 七家岱满族乡、茅兰沟满族蒙古族乡 |
| 沧州市（6）                 | 沧县（2）                                                              | 捷地回族乡、大褚村回族乡 |
| 沧州市（6）                 | 献县（1）                                                              | 本斋回族乡 |
| 沧州市（6）                 | 黄骅市（2）                                                            | 新村回族乡、羊三木回族乡 |
| 沧州市（6）                 | 河间市（1）                                                            | 果子洼回族乡 |
| 廊坊市（2）                 | 永清县（1）                                                            | 管家务回族乡 |
| 廊坊市（2）                 | 文安县（1）                                                            | 大围河回族满族乡 |
| 内蒙古自治区（18个）        |                                                                        | |
| 赤峰市（2）                 |                                                                        | |
| 松山区（1）                 | 当铺地满族乡                                                           | |
| 喀喇沁旗（1）               | 十家满族乡                                                             | |
| 呼伦贝尔市（14）            | 阿荣旗（4）                                                            | 音河达斡尔鄂温克民族乡、新发朝鲜族乡、得力其尔鄂温克族乡、查巴奇鄂温克族乡 |
| 呼伦贝尔市（14）            | 莫力达瓦达斡尔族自治旗（2）                                            | 巴彦鄂温克民族乡、杜拉尔鄂温克民族乡 |
| 呼伦贝尔市（14）            | 鄂温克族自治旗（1）                                                    | 巴彦塔拉达斡尔民族乡 |
| 呼伦贝尔市（14）            | 陈巴尔虎旗（1）                                                        | 鄂温克民族苏木 |
| 呼伦贝尔市（14）            | 扎兰屯市（3）                                                          | 达斡尔民族乡、南木鄂伦春民族乡、萨马街鄂温克民族乡 |
| 呼伦贝尔市（14）            | 额尔古纳市（2）                                                        | 三河回族乡、恩和俄罗斯民族乡 |
| 呼伦贝尔市（14）            | 根河市（1）                                                            | 敖鲁古雅鄂温克民族乡 |
| 乌兰察布市（1）             | 凉城县（1）                                                            | 曹碾满族乡 |
| 兴安盟（1）                 | 科尔沁右翼前旗（1）                                                    | 满族屯满族乡 |
| 辽宁省（54个）              |                                                                        | |
| 沈阳市（5）                 | 康平县（4）                                                            | 沙金台蒙古族满族乡、柳树屯蒙古族满族乡、西关屯蒙古族满族乡、东升满族蒙古族乡 |
| 沈阳市（5）                 | 法库县（1）                                                            | 四家子蒙古族乡 |
| 大连市（4）                 | 瓦房店市（2）                                                          | 三台满族乡、杨家满族乡 |
| 大连市（4）                 | 庄河市（2）                                                            | 太平岭满族乡、桂云花满族乡 |
| 抚顺市（2）                 | 望花区（1）                                                            | 拉古满族乡 |
| 抚顺市（2）                 | 抚顺县（1）                                                            | 汤图满族乡 |
| 本溪市（1）                 | 桓仁满族自治县（1）                                                    | 雅河朝鲜族乡 |
| 丹东市（3）                 | 宽甸满族自治县（1）                                                    | 下露河朝鲜族乡 |
| 丹东市（3）                 | 东港市（1）                                                            | 合隆满族乡 |
| 丹东市（3）                 | 凤城市（1）                                                            | 大堡蒙古族乡 |
| 锦州市（2）                 | 义县（2）                                                              | 地藏寺满族乡、大定堡满族乡 |
| 阜新市（1）                 | 彰武县（1）                                                            | 二道河子蒙古族乡 |
| 辽阳市（2）                 | 辽阳县（2）                                                            | 吉洞峪满族乡、甜水满族乡 |
| 铁岭市（9）                 | 清河区（1）                                                            | 聂家满族乡 |
| 铁岭市（9）                 | 铁岭县（1）                                                            | 白旗寨满族乡 |
| 铁岭市（9）                 | 西丰县（6）                                                            | 德兴满族乡、明德满族乡、成平满族乡、和隆满族乡、营厂满族乡、金星满族乡 |
| 铁岭市（9）                 | 开原市（1）                                                            | 林丰满族乡 |
| 朝阳市（6）                 | 朝阳县（2）                                                            | 乌兰河硕蒙古族乡、松岭门蒙古族乡 |
| 朝阳市（6）                 | 建平县（1）                                                            | 三家蒙古族乡 |
| 朝阳市（6）                 | 北票市（2）                                                            | 马友营蒙古族乡、凉水河蒙古族乡 |
| 朝阳市（6）                 | 凌源市（1）                                                            | 三家子蒙古族乡 |
| 葫芦岛市（19）              | 绥中县（6）                                                            | 西平坡满族乡、葛家满族乡、高甸子满族乡、范家满族乡、明水满族乡、网户满族乡 |
| 葫芦岛市（19）              | 建昌县（1）                                                            | 二道湾子蒙古族乡 |
| 葫芦岛市（19）              | 兴城市（12）                                                           | 羊安满族乡、元台子满族乡、白塔满族乡、望海满族乡、刘台子满族乡、大寨满族乡、南大山满族乡、围屏满族乡、碱厂满族乡、三道沟满族乡、旧门满族乡、药王满族乡 |
| 吉林省（28个）              |                                                                        | |
| 长春市（5）                 | 双阳区（1）                                                            | 双营子回族乡 |
| 长春市（5）                 | 九台区（2）                                                            | 莽卡满族乡、胡家回族乡 |
| 长春市（5）                 | 榆树市（1）                                                            | 延和朝鲜族乡 |
| 长春市（5）                 | 公主岭市（1）                                                          | 龙山满族乡 |
| 吉林市（4）                 | 昌邑区（2）                                                            | 两家子满族乡、土城子满族朝鲜族乡 |
| 吉林市（4）                 | 永吉县（1）                                                            | 金家满族乡 |
| 吉林市（4）                 | 蛟河市（1）                                                            | 乌林朝鲜族乡 |
| 四平市（1）                 | 双辽市（1）                                                            | 那木斯蒙古族乡 |
| 辽源市（1）                 | 东丰县（1）                                                            | 三合满族朝鲜族乡 |
| 通化市（6）                 | 通化县（2）                                                            | 大泉源满族朝鲜族乡、金斗朝鲜族满族乡 |
| 通化市（6）                 | 辉南县（1）                                                            | 楼街朝鲜族乡 |
| 通化市（6）                 | 柳河县（1）                                                            | 姜家店朝鲜族乡 |
| 通化市（6）                 | 梅河口市（1）                                                          | 小杨满族朝鲜族乡 |
| 通化市（6）                 | 集安市（1）                                                            | 凉水朝鲜族乡 |
| 松原市（1）                 | 扶余市（1）                                                            | 三骏满族蒙古族锡伯族乡 |
| 白城市（8）                 | 洮北区（1）                                                            | 德顺蒙古族乡 |
| 白城市（8）                 | 镇赉县（2）                                                            | 莫莫格蒙古族乡、哈吐气蒙古族乡 |
| 白城市（8）                 | 通榆县（2）                                                            | 包拉温都蒙古族乡、向海蒙古族乡 |
| 白城市（8）                 | 洮南市（2）                                                            | 呼和车力蒙古族乡、胡力吐蒙古族乡 |
| 白城市（8）                 | 大安市（1）                                                            | 新艾里蒙古族乡 |
| 延边朝鲜族自治州（2）       | 珲春市（2）                                                            | 三家子满族乡、杨泡满族乡 |
| 黑龙江省（52个）            |                                                                        | |
| 哈尔滨市（11）              | 南岗区（1）                                                            | 红旗满族乡 |
| 哈尔滨市（11）              | 双城区（4）                                                            | 青岭满族乡、乐群满族乡、希勤满族乡、同心满族乡 |
| 哈尔滨市（11）              | 依兰县（1）                                                            | 迎兰朝鲜族乡 |
| 哈尔滨市（11）              | 尚志市（2）                                                            | 河东朝鲜族乡、鱼池朝鲜族乡 |
| 哈尔滨市（11）              | 五常市（3）                                                            | 红旗满族乡、营城子满族乡、民乐朝鲜族乡 |
| 齐齐哈尔市（6）             | 富拉尔基区（1）                                                        | 杜尔门沁达斡尔族乡 |
| 齐齐哈尔市（6）             | 梅里斯达斡尔族区（1）                                                  | 莽格吐达斡尔族乡 |
| 齐齐哈尔市（6）             | 泰来县（2）                                                            | 宁姜蒙古族乡、胜利蒙古族乡 |
| 齐齐哈尔市（6）             | 富裕县（1）                                                            | 友谊达斡尔族满族柯尔克孜族乡 |
| 齐齐哈尔市（6）             | 讷河市（1）                                                            | 兴旺鄂温克族乡 |
| 鸡西市（4）                 | 城子河区（1）                                                          | 永丰朝鲜族乡 |
| 鸡西市（4）                 | 鸡东县（2）                                                            | 明德朝鲜族乡、鸡林朝鲜族乡 |
| 鸡西市（4）                 | 密山市（1）                                                            | 兴凯湖朝鲜族乡 |
| 鹤岗市（2）                 | 萝北县（1）                                                            | 东明朝鲜族乡 |
| 鹤岗市（2）                 | 绥滨县（1）                                                            | 福兴满族乡 |
| 双鸭山市（2）               | 友谊县（1）                                                            | 成富朝鲜族满族乡 |
| 双鸭山市（2）               | 饶河县（1）                                                            | 四排赫哲族乡 |
| 大庆市（3）                 | 肇源县（3）                                                            | 义顺蒙古族乡、浩德蒙古族乡、超等蒙古族乡 |
| 伊春市（1）                 | 铁力市（1）                                                            | 年丰朝鲜族乡 |
| 佳木斯市（4）               | 桦川县（1）                                                            | 星火朝鲜族乡 |
| 佳木斯市（4）               | 汤原县（1）                                                            | 汤旺朝鲜族乡 |
| 佳木斯市（4）               | 同江市（2）                                                            | 八岔赫哲族乡、街津口赫哲族乡 |
| 七台河市（2）               | 勃利县（2）                                                            | 杏树朝鲜族乡、吉兴朝鲜族满族乡 |
| 牡丹江市（4）               | 西安区（1）                                                            | 海南朝鲜族乡 |
| 牡丹江市（4）               | 宁安市（2）                                                            | 卧龙朝鲜族乡、江南朝鲜族满族乡 |
| 牡丹江市（4）               | 穆棱市（1）                                                            | 福禄朝鲜族满族乡 |
| 黑河市（7）                 | 爱辉区（3）                                                            | 坤河达斡尔族满族乡、新生鄂伦春族乡、四嘉子满族乡 |
| 黑河市（7）                 | 逊克县（2）                                                            | 新兴鄂伦春族乡、新鄂鄂伦春族乡 |
| 黑河市（7）                 | 孙吴县（1）                                                            | 沿江满族乡 |
| 黑河市（7）                 | 北安市（1）                                                            | 主星朝鲜族乡 |
| 绥化市（4）                 | 北林区（2）                                                            | 红旗满族乡、兴和朝鲜族乡 |
| 绥化市（4）                 | 望奎县（2）                                                            | 灵山满族乡、厢白满族乡 |
| 大兴安岭地区（2）           | 呼玛县（1）                                                            | 白银纳鄂伦春族乡 |
| 大兴安岭地区（2）           | 塔河县（1）                                                            | 十八站鄂伦春族乡 |
| 江苏省（1个）               |                                                                        | |
| 扬州市（1）                 | 高邮市（1）                                                            | 菱塘回族乡 |
| 浙江省（14个）              |                                                                        | |
| 杭州市（1）                 | 桐庐县（1）                                                            | 莪山畲族乡 |
| 温州市（5）                 | 平阳县（1）                                                            | 青街畲族乡 |
| 温州市（5）                 | 苍南县（2）                                                            | 岱岭畲族乡、凤阳畲族乡 |
| 温州市（5）                 | 文成县（1）                                                            | 周山畲族乡 |
| 温州市（5）                 | 泰顺县（1）                                                            | 竹里畲族乡 |
| 金华市（1）                 | 兰溪市（1）                                                            | 水亭畲族乡 |
| 衢州市（1）                 | 龙游县（1）                                                            | 沐尘畲族乡 |
| 丽水市（6）                 | 莲都区（1）                                                            | 丽新畲族乡 |
| 丽水市（6）                 | 遂昌县（1）                                                            | 三仁畲族乡 |
| 丽水市（6）                 | 松阳县（1）                                                            | 板桥畲族乡 |
| 丽水市（6）                 | 云和县（2）                                                            | 安溪畲族乡、雾溪畲族乡 |
| 丽水市（6）                 | 龙泉市（1）                                                            | 竹垟畲族乡 |
| 安徽省（9个）               |                                                                        | |
| 合肥市（1）                 | 肥东县（1）                                                            | 牌坊回族满族乡 |
| 蚌埠市（1）                 | 五河县（1）                                                            | 临北回族乡 |
| 淮南市（4）                 | 谢家集区（1）                                                          | 孤堆回族乡 |
| 淮南市（4）                 | 潘集区（1）                                                            | 古沟回族乡 |
| 淮南市（4）                 | 凤台县（1）                                                            | 李冲回族乡 |
| 淮南市（4）                 | 寿县（1）                                                              | 陶店回族乡 |
| 滁州市（1）                 | 定远县（1）                                                            | 二龙回族乡 |
| 阜阳市（1）                 | 颍上县（1）                                                            | 赛涧回族乡 |
| 宣城市（1）                 | 宁国市（1）                                                            | 云梯畲族乡 |
| 福建省（19个）              |                                                                        | |
| 福州市（2）                 | 连江县（1）                                                            | 小沧畲族乡 |
| 福州市（2）                 | 罗源县（1）                                                            | 霍口畲族乡 |
| 三明市（2）                 | 宁化县（1）                                                            | 治平畲族乡 |
| 三明市（2）                 | 永安市（1）                                                            | 青水畲族乡 |
| 泉州市（1）                 | 惠安县（1）                                                            | 百崎回族乡 |
| 漳州市（3）                 | 漳浦县（2）                                                            | 湖西畲族乡、赤岭畲族乡 |
| 漳州市（3）                 | 龙海市（1）                                                            | 隆教畲族乡 |
| 龙岩市（2）                 | 上杭县（2）                                                            | 官庄畲族乡、庐丰畲族乡 |
| 宁德市（9）                 | 蕉城区（1）                                                            | 金涵畲族乡 |
| 宁德市（9）                 | 霞浦县（3）                                                            | 崇儒畲族乡、水门畲族乡、盐田畲族乡 |
| 宁德市（9）                 | 福安市（3）                                                            | 康厝畲族乡、穆云畲族乡、坂中畲族乡 |
| 宁德市（9）                 | 福鼎市（2）                                                            | 硖门畲族乡、佳阳畲族乡 |
| 江西省（8个）               |                                                                        | |
| 鹰潭市（1）                 | 贵溪市（1）                                                            | 樟坪畲族乡 |
| 赣州市（1）                 | 南康区（1）                                                            | 赤土畲族乡 |
| 吉安市（3）                 | 青原区（1）                                                            | 东固畲族乡 |
| 吉安市（3）                 | 峡江县（1）                                                            | 金坪民族乡 |
| 吉安市（3）                 | 永丰县（1）                                                            | 龙冈畲族乡 |
| 抚州市（1）                 | 乐安县（1）                                                            | 金竹畲族乡 |
| 上饶市（2）                 | 铅山县（2）                                                            | 太源畲族乡、篁碧畲族乡 |
| 河南省（11个）              |                                                                        | |
| 郑州市（1）                 | 荥阳市（1）                                                            | 金寨回族乡 |
| 平顶山市（2）               | 叶县（1）                                                              | 马庄回族乡 |
| 平顶山市（2）               | 郏县（1）                                                              | 姚庄回族乡 |
| 新乡市（1）                 | 封丘县（1）                                                            | 荆乡回族乡 |
| 许昌市（2）                 | 建安区（1）                                                            | 艾庄回族乡 |
| 许昌市（2）                 | 禹州市（1）                                                            | 山货回族乡 |
| 南阳市（2）                 | 方城县（1）                                                            | 袁店回族乡 |
| 南阳市（2）                 | 镇平县（1）                                                            | 郭庄回族乡 |
| 商丘市（2）                 | 民权县（2）                                                            | 伯党回族乡、胡集回族乡 |
| 驻马店市（1）               | 西平县（1）                                                            | 蔡寨回族乡 |
| 湖北省（10个）              |                                                                        | |
| 十堰市（1）                 | 郧西县（1）                                                            | 湖北口回族乡 |
| 宜昌市（1）                 | 宜都市（1）                                                            | 潘家湾土家族乡 |
| 荆门市（1）                 | 钟祥市（1）                                                            | 九里回族乡 |
| 荆州市（2）                 | 洪湖市（1）                                                            | 老湾回族乡 |
| 荆州市（2）                 | 松滋市（1）                                                            | 卸甲坪土家族乡 |
| 恩施土家族苗族自治州（4）   | 恩施市（1）                                                            | 芭蕉侗族乡 |
| 恩施土家族苗族自治州（4）   | 宣恩县（2）                                                            | 晓关侗族乡、长潭河侗族乡 |
| 恩施土家族苗族自治州（4）   | 鹤峰县（1）                                                            | 铁炉白族乡 |
| 湖北省直辖（1）             | 神农架林区（1）                                                        | 下谷坪土家族乡 |
| 湖南省（83个）              |                                                                        | |
| 株洲市（1）                 | 炎陵县（1）                                                            | 中村瑶族乡 |
| 衡阳市（1）                 | 常宁市（1）                                                            | 塔山瑶族乡 |
| 邵阳市（15）                | 隆回县（2）                                                            | 虎形山瑶族乡、山界回族乡 |
| 邵阳市（15）                | 洞口县（3）                                                            | 大屋瑶族乡、𦰡溪瑶族乡、长塘瑶族乡 |
| 邵阳市（15）                | 绥宁县（8）                                                            | 东山侗族乡、鹅公岭侗族苗族乡、寨市苗族侗族乡、乐安铺苗族侗族乡、联民苗族瑶族乡、关峡苗族乡、长铺子苗族侗族乡、麻塘苗族瑶族乡、河口苗族乡 |
| 邵阳市（15）                | 新宁县（2）                                                            | 麻林瑶族乡、黄金瑶族乡 |
| 常德市（4）                 | 鼎城区（1）                                                            | 许家桥回族维吾尔族乡 |
| 常德市（4）                 | 汉寿县（1）                                                            | 毛家滩回族维吾尔族乡 |
| 常德市（4）                 | 桃源县（2）                                                            | 枫树维吾尔族回族乡、青林回族维吾尔族乡 |
| 张家界市（12）              | 慈利县（7）                                                            | 甘堰土家族乡、高峰土家族乡、三官寺土家族乡、许家坊土家族乡、金岩土家族乡、赵家岗土家族乡、阳和土家族乡 |
| 张家界市（12）              | 桑植县（5）                                                            | 刘家坪白族乡、马合口白族乡、芙蓉桥白族乡、洪家关白族乡、走马坪白族乡 |
| 益阳市（1）                 | 桃江县（1）                                                            | 鲊埠回族乡 |
| 郴州市（9）                 | 北湖区（2）                                                            | 仰天湖瑶族乡、保和瑶族乡 |
| 郴州市（9）                 | 桂阳县（1）                                                            | 白水瑶族乡 |
| 郴州市（9）                 | 宜章县（1）                                                            | 莽山瑶族乡 |
| 郴州市（9）                 | 临武县（1）                                                            | 西山瑶族乡 |
| 郴州市（9）                 | 汝城县（2）                                                            | 文明瑶族乡、延寿瑶族乡 |
| 郴州市（9）                 | 资兴市（2）                                                            | 回龙山瑶族乡、八面山瑶族乡 |
| 永州市（21）                | 祁阳县（1）                                                            | 晒北滩瑶族乡 |
| 永州市（21）                | 双牌县（1）                                                            | 上梧江瑶族乡 |
| 永州市（21）                | 道县（3）                                                              | 洪塘营瑶族乡、横岭瑶族乡、审章塘瑶族乡 |
| 永州市（21）                | 江永县（4）                                                            | 兰溪瑶族乡、松柏瑶族乡、 千家峒瑶族乡、源口瑶族乡 |
| 永州市（21）                | 宁远县（4）                                                            | 棉花坪瑶族乡、荒塘瑶族乡、桐木漯瑶族乡、九嶷山瑶族乡 |
| 永州市（21）                | 蓝山县（6）                                                            | 大桥瑶族乡、犁头瑶族乡、汇源瑶族乡、湘江源瑶族乡、荆竹瑶族乡、浆洞瑶族乡 |
| 永州市（21）                | 新田县（1）                                                            | 门楼下瑶族乡 |
| 永州市（21）                | 江华瑶族自治县（1）                                                    | 小圩壮族乡 |
| 怀化市（19）                | 中方县（1）                                                            | 蒿吉坪瑶族乡 |
| 怀化市（19）                | 沅陵县（2）                                                            | 二酉苗族乡、火场土家族乡 |
| 怀化市（19）                | 辰溪县（5）                                                            | 罗子山瑶族乡、苏木溪瑶族乡、仙人湾瑶族乡、后塘瑶族乡、上蒲溪瑶族乡 |
| 怀化市（19）                | 会同县（6）                                                            | 炮团侗族苗族乡、宝田侗族苗族乡、漠滨侗族苗族乡、蒲稳侗族苗族乡、金子岩侗族苗族乡、青朗侗族苗族乡 |
| 怀化市（19）                | 新晃侗族自治县（2）                                                    | 步头降苗族乡、米贝苗族乡 |
| 怀化市（19）                | 通道侗族自治县（1）                                                    | 大高坪苗族乡 |
| 怀化市（19）                | 洪江市（2）                                                            | 龙船塘瑶族乡、深渡苗族乡 |
| 广东省（7个）               |                                                                        | |
| 韶关市（1）                 | 始兴县（1）                                                            | 深渡水瑶族乡 |
| 肇庆市（1）                 | 怀集县（1）                                                            | 下帅壮族瑶族乡 |
| 惠州市（1）                 | 龙门县（1）                                                            | 蓝田瑶族乡 |
| 河源市（1）                 | 东源县（1）                                                            | 漳溪畲族乡 |
| 清远市（3）                 | 阳山县（1）                                                            | 秤架瑶族乡 |
| 清远市（3）                 | 连州市（2）                                                            | 瑶安瑶族乡、三水瑶族乡 |
| 广西壮族自治区（59个）      |                                                                        | |
| 南宁市（3）                 | 马山县（2）                                                            | 古寨瑶族乡、里当瑶族乡 |
| 南宁市（3）                 | 上林县（1）                                                            | 镇圩瑶族乡 |
| 柳州市（6）                 | 柳城县（1）                                                            | 古砦仫佬族乡 |
| 柳州市（6）                 | 融水苗族自治县（2）                                                    | 滚贝侗族乡、同练瑶族乡 |
| 柳州市（6）                 | 三江侗族自治县（3）                                                    | 高基瑶族乡、同乐苗族乡、富禄苗族乡 |
| 桂林市（15）                | 雁山区（1）                                                            | 草坪回族乡 |
| 桂林市（15）                | 临桂区（2）                                                            | 宛田瑶族乡、黄沙瑶族乡 |
| 桂林市（15）                | 灵川县（2）                                                            | 大境瑶族乡、兰田瑶族乡 |
| 桂林市（15）                | 全州县（2）                                                            | 东山瑶族乡、蕉江瑶族乡 |
| 桂林市（15）                | 兴安县（1）                                                            | 华江瑶族乡 |
| 桂林市（15）                | 灌阳县（2）                                                            | 洞井瑶族乡、西山瑶族乡 |
| 桂林市（15）                | 资源县（3）                                                            | 两水苗族乡、河口瑶族乡、车田苗族乡 |
| 桂林市（15）                | 平乐县（1）                                                            | 大发瑶族乡 |
| 桂林市（15）                | 荔浦市（1）                                                            | 蒲芦瑶族乡 |
| 梧州市（2）                 | 蒙山县（2）                                                            | 夏宜瑶族乡、长坪瑶族乡 |
| 防城港市（2）               | 防城区（1）                                                            | 十万山瑶族乡 |
| 防城港市（2）               | 上思县（1）                                                            | 南屏瑶族乡 |
| 贵港市（2）                 | 平南县（2）                                                            | 国安瑶族乡、马练瑶族乡 |
| 百色市（13）                | 右江区（1）                                                            | 汪甸瑶族乡 |
| 百色市（13）                | 田东县（1）                                                            | 作登瑶族乡 |
| 百色市（13）                | 凌云县（4）                                                            | 伶站瑶族乡、朝里瑶族乡、沙里瑶族乡、玉洪瑶族乡 |
| 百色市（13）                | 田林县（4）                                                            | 八桂瑶族乡、八渡瑶族乡、利周瑶族乡、潞城瑶族乡 |
| 百色市（13）                | 西林县（3）                                                            | 那佐苗族乡、普合苗族乡、足别瑶族苗族乡 |
| 贺州市（5）                 | 八步区（1）                                                            | 黄洞瑶族乡 |
| 贺州市（5）                 | 平桂区（1）                                                            | 大平瑶族乡 |
| 贺州市（5）                 | 昭平县（1）                                                            | 仙回瑶族乡 |
| 贺州市（5）                 | 钟山县（2）                                                            | 两安瑶族乡、花山瑶族乡 |
| 河池市（11）                | 宜州区（2）                                                            | 北牙瑶族乡、福龙瑶族乡 |
| 河池市（11）                | 南丹县（3）                                                            | 八圩瑶族乡、里湖瑶族乡、中堡苗族乡 |
| 河池市（11）                | 天峨县（1）                                                            | 八腊瑶族乡 |
| 河池市（11）                | 凤山县（3）                                                            | 平乐瑶族乡、金牙瑶族乡、江洲瑶族乡 |
| 河池市（11）                | 东兰县（1）                                                            | 三弄瑶族乡 |
| 河池市（11）                | 环江毛南族自治县（1）                                                  | 驯乐苗族乡 |
| 重庆市（14个）              |                                                                        | |
|                             | 万州区（2）                                                            | 地宝土家族乡、恒合土家族乡 |
| 武隆区（4）                 | 后坪苗族土家族乡、石桥苗族土家族乡、浩口苗族仡佬族乡、文复苗族土家族乡 | |
| 忠县（1）                   | 磨子土家族乡                                                           | |
| 云阳县（1）                 | 清水土家族乡                                                           | |
| 奉节县（4）                 | 太和土家族乡、长安土家族乡、龙桥土家族乡、云雾土家族乡                 | |
| 巫山县（2）                 | 红椿土家族乡、邓家土家族乡                                             | |
| 四川省（83个）              |                                                                        | |
| 攀枝花市（10）              | 仁和区（2）                                                            | 大龙潭彝族乡、啊喇彝族乡 |
| 攀枝花市（10）              | 米易县（4）                                                            | 湾丘彝族乡、白坡彝族乡、麻陇彝族乡、新山傈僳族乡 |
| 攀枝花市（10）              | 盐边县（4）                                                            | 红果彝族乡、红宝苗族彝族乡、温泉彝族乡、格萨拉彝族乡 |
| 泸州市（8）                 | 叙永县（5）                                                            | 合乐苗族乡、白腊苗族乡、枧槽苗族乡、水潦彝族乡、石厢子彝族乡 |
| 泸州市（8）                 | 古蔺县（3）                                                            | 马嘶苗族乡、箭竹苗族乡、大寨苗族乡 |
| 绵阳市（14）                | 盐亭县（1）                                                            | 大兴回族乡 |
| 绵阳市（14）                | 北川羌族自治县（1）                                                    | 桃龙藏族乡 |
| 绵阳市（14）                | 平武县（12）                                                           | 平通羌族乡、豆叩羌族乡、锁江羌族乡、土城藏族乡、旧堡羌族乡、阔达藏族乡、黄羊关藏族乡、虎牙藏族乡、泗耳藏族乡、白马藏族乡、木座藏族乡、木皮藏族乡 |
| 广元市（2）                 | 青川县（2）                                                            | 蒿溪回族乡、大院回族乡 |
| 乐山市（2）                 | 金口河区（2）                                                          | 和平彝族乡、共安彝族乡 |
| 南充市（1）                 | 阆中市（1）                                                            | 博树回族乡 |
| 宜宾市（12）                | 珙县（3）                                                              | 玉和苗族乡、罗渡苗族乡、观斗苗族乡 |
| 宜宾市（12）                | 筠连县（3）                                                            | 团林苗族乡、联合苗族乡、高坪苗族乡 |
| 宜宾市（12）                | 兴文县（4）                                                            | 大坝苗族乡、大河苗族乡、麒麟苗族乡、仙峰苗族乡 |
| 宜宾市（12）                | 屏山县（2）                                                            | 屏边彝族乡、清平彝族乡 |
| 达州市（4）                 | 宣汉县（4）                                                            | 三墩土家族乡、漆树土家族乡、龙泉土家族乡、渡口土家族乡 |
| 雅安市（13）                | 荥经县（2）                                                            | 宝峰彝族乡、民建彝族乡 |
| 雅安市（13）                | 汉源县（5）                                                            | 片马彝族乡、小堡藏族彝族乡、顺河彝族乡、永利彝族乡、坭美彝族乡 |
| 雅安市（13）                | 石棉县（5）                                                            | 蟹螺藏族乡、栗子坪彝族乡、新民藏族彝族乡、草科藏族乡、王岗坪彝族藏族乡 |
| 雅安市（13）                | 宝兴县（1）                                                            | 硗碛藏族乡 |
| 阿坝藏族羌族自治州（1）     | 松潘县（1）                                                            | 十里回族乡 |
| 甘孜藏族自治州（3）         | 九龙县（3）                                                            | 子耳彝族乡、小金彝族乡、朵洛彝族乡 |
| 凉山彝族自治州（13）        | 西昌市（2）                                                            | 裕隆回族乡、高草回族乡 |
| 凉山彝族自治州（13）        | 木里藏族自治县（5）                                                    | 俄亚纳西族乡、屋脚蒙古族乡、项脚蒙古族乡、白碉苗族乡、固增苗族乡 |
| 凉山彝族自治州（13）        | 盐源县（1）                                                            | 大坡蒙古族乡 |
| 凉山彝族自治州（13）        | 德昌县（2）                                                            | 南山傈僳族乡、金沙傈僳族乡 |
| 凉山彝族自治州（13）        | 会理县（1）                                                            | 新安傣族乡 |
| 凉山彝族自治州（13）        | 冕宁县（1）                                                            | 和爱藏族乡 |
| 凉山彝族自治州（13）        | 越西县（1）                                                            | 保安藏族乡 |
| 贵州省（192个）             |                                                                        | |
| 贵阳市（18）                | 南明区（1）                                                            | 小碧布依族苗族乡 |
| 贵阳市（18）                | 花溪区（5）                                                            | 孟关苗族布依族乡、湖潮苗族布依族乡、高坡苗族乡、黔陶布依族苗族乡、马铃布依族苗族乡 |
| 贵阳市（18）                | 乌当区（2）                                                            | 新堡布依族乡、偏坡布依族乡 |
| 贵阳市（18）                | 白云区（2）                                                            | 都拉布依族乡、牛场布依族乡 |
| 贵阳市（18）                | 开阳县（3）                                                            | 禾丰布依族苗族乡、南江布依族苗族乡、高寨苗族布依族乡 |
| 贵阳市（18）                | 息烽县（1）                                                            | 青山苗族乡 |
| 贵阳市（18）                | 修文县（1）                                                            | 大石布依族乡 |
| 贵阳市（18）                | 清镇市（3）                                                            | 麦格苗族布依族乡、王庄布依族苗族乡、流长苗族乡 |
| 六盘水市（25）              | 钟山区（3）                                                            | 南开苗族彝族乡、青林苗族彝族乡、金盆苗族彝族乡 |
| 六盘水市（25）              | 水城区（10）                                                           | 坪寨彝族乡、龙场苗族白族彝族乡、营盘苗族彝族白族乡、顺场苗族彝族布依族乡、花嘎苗族布依族彝族乡、杨梅彝族苗族回族乡、新街彝族苗族布依族乡、野钟苗族彝族布依族乡、果布嘎彝族苗族布依族乡、猴场苗族布依族乡 |
| 六盘水市（25）              | 六枝特区（5）                                                          | 落别布依族彝族乡、牛场苗族彝族乡、中寨苗族彝族布依族乡、梭戛苗族彝族回族乡、月亮河彝族布依族苗族乡 |
| 六盘水市（25）              | 盘州市（7）                                                            | 普田回族乡、坪地彝族乡、淤泥彝族乡、普古彝族苗族乡、旧营白族彝族苗族乡、羊场布依族白族苗族乡、保基苗族彝族乡 |
| 遵义市（8）                 | 播州区（2）                                                            | 平正仡佬族乡、洪关苗族乡 |
| 遵义市（8）                 | 桐梓县（1）                                                            | 马鬃苗族乡 |
| 遵义市（8）                 | 正安县（2）                                                            | 谢坝仡佬族苗族乡、市坪苗族仡佬族乡 |
| 遵义市（8）                 | 道真仡佬族苗族自治县（1）                                              | 上坝土家族乡 |
| 遵义市（8）                 | 余庆县（1）                                                            | 花山苗族乡 |
| 遵义市（8）                 | 仁怀市（1）                                                            | 后山苗族布依族乡 |
| 安顺市（10）                | 西秀区（5）                                                            | 新场布依族苗族乡、岩腊苗族布依族乡、鸡场布依族苗族乡、杨武布依族苗族乡、黄腊布依族苗族乡 |
| 安顺市（10）                | 平坝区（2）                                                            | 十字回族苗族乡、羊昌布依族苗族乡 |
| 安顺市（10）                | 普定县（3）                                                            | 补郎苗族乡、猴场苗族仡佬族乡、猫洞苗族仡佬族乡 |
| 毕节市（72）                | 七星关区（6）                                                          | 千溪彝族苗族白族乡、阴底彝族苗族白族乡、团结彝族苗族乡、阿市苗族彝族乡、大屯彝族乡、田坎彝族乡 |
| 毕节市（72）                | 大方县（18）                                                           | 竹园彝族苗族乡、响水白族彝族仡佬族乡、鼎新彝族苗族乡、牛场苗族彝族乡、理化苗族彝族乡、凤山彝族蒙古族乡、安乐彝族仡佬族乡、核桃彝族白族乡、八堡彝族苗族乡、兴隆苗族乡、大山苗族彝族乡、黄泥彝族苗族满族乡、大水彝族苗族布依族乡、沙厂彝族乡、普底彝族苗族白族乡、百纳彝族乡、三元彝族苗族白族乡、星宿苗族彝族仡佬族乡 |
| 毕节市（72）                | 黔西县（12）                                                           | 五里布依族苗族乡、绿化白族彝族乡、新仁苗族乡、铁石苗族彝族乡、太来彝族苗族乡、永燊彝族苗族乡、中建苗族彝族乡、花溪彝族苗族乡、定新彝族苗族乡、金坡苗族彝族满族乡、仁和彝族苗族乡、红林彝族苗族乡 |
| 毕节市（72）                | 金沙县（6）                                                            | 石场苗族彝族乡、太平彝族苗族乡、安洛苗族彝族满族乡、新化苗族彝族满族乡、大田彝族苗族布依族乡、马路彝族苗族乡 |
| 毕节市（72）                | 织金县（7）                                                            | 自强苗族乡、大平苗族彝族乡、官寨苗族乡、茶店布依族苗族彝族乡、金龙苗族彝族布依族乡、后寨苗族乡、鸡场苗族彝族布依族乡 |
| 毕节市（72）                | 纳雍县（10）                                                           | 新房彝族苗族乡、厍东关彝族苗族白族乡、董地苗族彝族乡、化作苗族彝族乡、姑开苗族彝族乡、羊场苗族彝族乡、锅圈岩苗族彝族乡、昆寨苗族彝族白族乡、左鶂戛彝族苗族乡、猪场苗族彝族乡 |
| 毕节市（72）                | 威宁彝族回族苗族自治县（1）                                            | 新发布依族乡 |
| 毕节市（72）                | 赫章县（12）                                                           | 水塘堡彝族苗族乡、兴发苗族彝族回族乡、松林坡白族彝族苗族乡、雉街彝族苗族乡、珠市彝族乡、双坪彝族乡、铁匠苗族乡、辅处彝族苗族乡、可乐彝族苗族乡、河镇彝族苗族乡、结构彝族苗族乡、古达苗族彝族乡 |
| 铜仁市（38）                | 碧江区（5）                                                            | 桐木坪侗族乡、滑石侗族苗族土家族乡、和平土家族侗族乡、瓦屋侗族乡、六龙山侗族土家族乡 |
| 铜仁市（38）                | 万山区（6）                                                            | 高楼坪侗族乡、黄道侗族乡、敖寨侗族乡、下溪侗族乡、鱼塘侗族苗族乡、大坪侗族土家族苗族乡 |
| 铜仁市（38）                | 江口县（2）                                                            | 德旺土家族苗族乡、官和侗族土家族苗族乡 |
| 铜仁市（38）                | 石阡县（9）                                                            | 聚凤仡佬族侗族乡、龙井侗族仡佬族乡、大沙坝仡佬族侗族乡、枫香侗族仡佬族乡、青阳苗族仡佬族侗族乡、石固仡佬族侗族乡、坪地场仡佬族侗族乡、甘溪仡佬族侗族乡、坪山仡佬族侗族乡 |
| 铜仁市（38）                | 思南县（8）                                                            | 思林土家族苗族乡、胡家湾苗族土家族乡、宽坪土家族苗族乡、枫芸土家族苗族乡、三道水土家族苗族乡、天桥土家族苗族乡、兴隆土家族苗族乡、杨家坳苗族土家族乡 |
| 铜仁市（38）                | 德江县（8）                                                            | 堰塘土家族乡、龙泉土家族乡、钱家土家族乡、沙溪土家族乡、楠杆土家族乡、桶井土家族乡、荆角土家族乡、长丰土家族乡 |
| 黔西南布依族苗族自治州（2） | 兴仁市（1）                                                            | 鲁础营回族乡 |
| 黔西南布依族苗族自治州（2） | 望谟县（1）                                                            | 油迈瑶族乡 |
| 黔东南苗族侗族自治州（15）  | 镇远县（1）                                                            | 尚寨土家族乡 |
| 黔东南苗族侗族自治州（15）  | 岑巩县（1）                                                            | 羊桥土家族乡 |
| 黔东南苗族侗族自治州（15）  | 黎平县（2）                                                            | 顺化瑶族乡、雷洞瑶族水族乡 |
| 黔东南苗族侗族自治州（15）  | 榕江县（6）                                                            | 三江水族乡、仁里水族乡、塔石瑶族水族乡、定威水族乡、兴华水族乡、水尾水族乡 |
| 黔东南苗族侗族自治州（15）  | 从江县（3）                                                            | 刚边壮族乡、秀塘壮族乡、翠里瑶族壮族乡 |
| 黔东南苗族侗族自治州（15）  | 雷山县（1）                                                            | 达地水族乡 |
| 黔东南苗族侗族自治州（15）  | 麻江县（1）                                                            | 坝芒布依族乡 |
| 黔南布依族苗族自治州（4）   | 都匀市（1）                                                            | 归兰水族乡 |
| 黔南布依族苗族自治州（4）   | 荔波县（2）                                                            | 黎明关水族乡、瑶山瑶族乡 |
| 黔南布依族苗族自治州（4）   | 平塘县（1）                                                            | 卡蒲毛南族乡 |
| 云南省（140个）             |                                                                        | |
| 昆明市（4）                 | 晋宁区（2）                                                            | 双河彝族乡、夕阳彝族乡 |
| 昆明市（4）                 | 宜良县（2）                                                            | 耿家营彝族苗族乡、九乡彝族回族乡 |
| 曲靖市（8）                 | 师宗县（3）                                                            | 龙庆彝族壮族乡、五龙壮族乡、高良壮族苗族瑶族乡 |
| 曲靖市（8）                 | 罗平县（3）                                                            | 鲁布革布依族苗族乡、旧屋基彝族乡、长底布依族乡 |
| 曲靖市（8）                 | 富源县（1）                                                            | 古敢水族乡 |
| 曲靖市（8）                 | 会泽县（1）                                                            | 新街回族乡 |
| 玉溪市（10）                | 红塔区（2）                                                            | 小石桥彝族乡、洛河彝族乡 |
| 玉溪市（10）                | 江川区（1）                                                            | 安化彝族乡 |
| 玉溪市（10）                | 通海县（3）                                                            | 里山彝族乡、高大傣族彝族乡、兴蒙蒙古族乡 |
| 玉溪市（10）                | 华宁县（1）                                                            | 通红甸彝族苗族乡 |
| 玉溪市（10）                | 易门县（3）                                                            | 浦贝彝族乡、十街彝族乡、铜厂彝族乡 |
| 保山市（10）                | 隆阳区（4）                                                            | 瓦马彝族白族乡、瓦房彝族苗族乡、杨柳白族彝族乡、芒宽彝族傣族乡 |
| 保山市（10）                | 施甸县（2）                                                            | 摆榔彝族布朗族乡、木老元布朗族彝族乡 |
| 保山市（10）                | 龙陵县（1）                                                            | 木城彝族傈僳族乡 |
| 保山市（10）                | 昌宁县（3）                                                            | 湾甸傣族乡、珠街彝族乡、耈街彝族苗族乡 |
| 昭通市（17）                | 昭阳区（4）                                                            | 布嘎回族乡、守望回族乡、小龙洞回族彝族乡、青岗岭回族彝族乡 |
| 昭通市（17）                | 鲁甸县（2）                                                            | 桃源回族乡、茨院回族乡 |
| 昭通市（17）                | 大关县（1）                                                            | 上高桥回族彝族苗族乡 |
| 昭通市（17）                | 永善县（2）                                                            | 马楠苗族彝族乡、伍寨彝族苗族乡 |
| 昭通市（17）                | 镇雄县（2）                                                            | 果珠彝族乡、林口彝族苗族乡 |
| 昭通市（17）                | 彝良县（5）                                                            | 龙街苗族彝族乡、奎香苗族彝族乡、树林彝族苗族乡、柳溪苗族乡、洛旺苗族乡 |
| 昭通市（17）                | 威信县（1）                                                            | 双河苗族彝族乡 |
| 丽江市（15）                | 古城区（1）                                                            | 金江白族乡 |
| 丽江市（15）                | 玉龙纳西族自治县（3）                                                  | 黎明傈僳族乡、石头白族乡、九河白族乡 |
| 丽江市（15）                | 永胜县（6）                                                            | 羊坪彝族乡、六德傈僳族彝族乡、东山傈僳族彝族乡、光华傈僳族彝族乡、松坪傈僳族乡、大安彝族纳西族乡 |
| 丽江市（15）                | 华坪县（4）                                                            | 新庄傈僳族傣族乡、通达傈僳族乡、永兴傈僳族乡、船房傈僳族傣族乡 |
| 丽江市（15）                | 宁蒗彝族自治县（1）                                                    | 翠玉傈僳族普米族乡 |
| 普洱市（10）                | 思茅区（2）                                                            | 龙潭彝族傣族乡、云仙彝族乡 |
| 普洱市（10）                | 墨江哈尼族自治县（1）                                                  | 孟弄彝族乡 |
| 普洱市（10）                | 澜沧拉祜族自治县（6）                                                  | 发展河哈尼族乡、谦六彝族乡、雪林佤族乡、酒井哈尼族乡、惠民哈尼族乡、安康佤族乡、文东佤族乡 |
| 普洱市（10）                | 西盟佤族自治县（1）                                                    | 力所拉祜族乡 |
| 临沧市（13）                | 临翔区（2）                                                            | 南美拉祜族乡、平村彝族傣族乡 |
| 临沧市（13）                | 凤庆县（3）                                                            | 新华彝族苗族乡、腰街彝族乡、郭大寨彝族白族乡 |
| 临沧市（13）                | 云县（3）                                                              | 忙怀彝族布朗族乡、栗树彝族傣族乡、后箐彝族乡 |
| 临沧市（13）                | 永德县（2）                                                            | 乌木龙彝族乡、大雪山彝族拉祜族傣族乡 |
| 临沧市（13）                | 镇康县（1）                                                            | 军赛佤族拉祜族傈僳族德昂族乡 |
| 临沧市（13）                | 耿马傣族佤族自治县（1）                                                | 芒洪拉祜族布朗族乡 |
| 临沧市（13）                | 沧源佤族自治县（1）                                                    | 勐角傣族彝族拉祜族乡 |
| 楚雄彝族自治州（4）         | 南华县（1）                                                            | 雨露白族乡 |
| 楚雄彝族自治州（4）         | 大姚县（1）                                                            | 湾碧傣族傈僳族乡 |
| 楚雄彝族自治州（4）         | 永仁县（1）                                                            | 永兴傣族乡 |
| 楚雄彝族自治州（4）         | 武定县（1）                                                            | 东坡傣族乡 |
| 红河哈尼族彝族自治州（5）   | 开远市（1）                                                            | 大庄回族乡 |
| 红河哈尼族彝族自治州（5）   | 蒙自市（2）                                                            | 期路白苗族乡、老寨苗族乡 |
| 红河哈尼族彝族自治州（5）   | 金平苗族瑶族傣族自治县（1）                                            | 者米拉祜族乡 |
| 红河哈尼族彝族自治州（5）   | 河口瑶族自治县（1）                                                    | 桥头苗族壮族乡 |
| 文山壮族苗族自治州（16）    | 文山市（5）                                                            | 东山彝族乡、柳井彝族乡、坝心彝族乡、秉烈彝族乡、红甸回族乡 |
| 文山壮族苗族自治州（16）    | 砚山县（4）                                                            | 阿舍彝族乡、维末彝族乡、盘龙彝族乡、干河彝族乡 |
| 文山壮族苗族自治州（16）    | 麻栗坡县（1）                                                          | 猛硐瑶族乡 |
| 文山壮族苗族自治州（16）    | 丘北县（5）                                                            | 八道哨彝族乡、树皮彝族乡、腻脚彝族乡、新店彝族乡、舍得彝族乡 |
| 文山壮族苗族自治州（16）    | 富宁县（1）                                                            | 洞波瑶族乡 |
| 西双版纳傣族自治州（7）     | 景洪市（2）                                                            | 景哈哈尼族乡、基诺山基诺族乡 |
| 西双版纳傣族自治州（7）     | 勐海县（3）                                                            | 格朗和哈尼族乡、布朗山布朗族乡、西定哈尼族布朗族乡 |
| 西双版纳傣族自治州（7）     | 勐腊县（2）                                                            | 象明彝族乡、瑶区瑶族乡 |
| 大理白族自治州（11）        | 大理市（1）                                                            | 太邑彝族乡 |
| 大理白族自治州（11）        | 祥云县（1）                                                            | 东山彝族乡 |
| 大理白族自治州（11）        | 宾川县（2）                                                            | 钟英傈僳族彝族乡、拉乌彝族乡 |
| 大理白族自治州（11）        | 弥渡县（1）                                                            | 牛街彝族乡 |
| 大理白族自治州（11）        | 永平县（3）                                                            | 北斗彝族乡、厂街彝族乡、水泄彝族乡 |
| 大理白族自治州（11）        | 云龙县（2）                                                            | 团结彝族乡、苗尾傈僳族乡 |
| 大理白族自治州（11）        | 鹤庆县（1）                                                            | 六合彝族乡 |
| 德宏傣族景颇族自治州（5）   | 芒市（1）                                                              | 三台山德昂族乡 |
| 德宏傣族景颇族自治州（5）   | 梁河县（2）                                                            | 九保阿昌族乡、曩宋阿昌族乡 |
| 德宏傣族景颇族自治州（5）   | 盈江县（1）                                                            | 苏典傈僳族乡 |
| 德宏傣族景颇族自治州（5）   | 陇川县（1）                                                            | 户撒阿昌族乡 |
| 怒江傈僳族自治州（2）       | 泸水市（1）                                                            | 洛本卓白族乡 |
| 怒江傈僳族自治州（2）       | 福贡县（1）                                                            | 匹河怒族乡 |
| 迪庆藏族自治州（3）         | 香格里拉市（1）                                                        | 三坝纳西族乡 |
| 迪庆藏族自治州（3）         | 德钦县（2）                                                            | 拖顶傈僳族乡、霞若傈僳族乡 |
| 西藏自治区（9个）           |                                                                        | |
| 昌都市（1）                 | 芒康县（1）                                                            | 纳西民族乡 |
| 林芝市（3）                 | 巴宜区（1）                                                            | 更章门巴民族乡 |
| 林芝市（3）                 | 米林市（1）                                                            | 南伊珞巴民族乡 |
| 林芝市（3）                 | 墨脫县（1）                                                            | 达木珞巴民族乡 |
| 山南市（5）                 | 隆子县（1）                                                            | 斗玉珞巴民族乡 |
| 山南市（5）                 | 错那市（4）                                                            | 贡日门巴民族乡、勒门巴民族乡、麻麻门巴民族乡、吉巴门巴民族乡 |
| 甘肃省（32个）              |                                                                        | |
| 白银市（1）                 | 会宁县（1）                                                            | 新添堡回族乡 |
| 张掖市（4）                 | 甘州区（1）                                                            | 平山湖蒙古族乡 |
| 张掖市（4）                 | 肃南裕固族自治县（3）                                                  | 白银蒙古族乡、马蹄藏族乡、祁丰藏族乡 |
| 平凉市（9）                 | 崆峒区（7）                                                            | 西阳回族乡、大秦回族乡、白庙回族乡、寨河回族乡、峡门回族乡、上杨回族乡、大寨回族乡 |
| 平凉市（9）                 | 华亭市（2）                                                            | 山寨回族乡、神峪回族乡 |
| 酒泉市（6）                 | 肃州区（1）                                                            | 黄泥堡裕固族乡 |
| 酒泉市（6）                 | 瓜州县（3）                                                            | 七墩回族东乡族乡、广至藏族乡、沙河回族乡 |
| 酒泉市（6）                 | 玉门市（2）                                                            | 小金湾东乡族乡、独山子东乡族乡 |
| 庆阳市（1）                 | 正宁县（1）                                                            | 五顷塬回族乡 |
| 陇南市（4）                 | 武都区（2）                                                            | 坪垭藏族乡、磨坝藏族乡 |
| 陇南市（4）                 | 文县（1）                                                              | 铁楼藏族乡 |
| 陇南市（4）                 | 宕昌县（1）                                                            | 新城子藏族乡 |
| 临夏回族自治州（4）         | 临夏县（2）                                                            | 井沟东乡族乡、安家坡东乡族乡 |
| 临夏回族自治州（4）         | 广河县（1）                                                            | 阿力麻土东乡族乡 |
| 临夏回族自治州（4）         | 和政县（1）                                                            | 梁家寺东乡族乡 |
| 甘南藏族自治州（3）         | 临潭县（2）                                                            | 卓洛回族乡、长川回族乡 |
| 甘南藏族自治州（3）         | 卓尼县（1）                                                            | 杓哇土族乡 |
| 青海省（28个）              |                                                                        | |
| 西宁市（6）                 | 湟中区（3）                                                            | 大才回族乡、汉东回族乡、群加藏族乡 |
| 西宁市（6）                 | 大通回族土族自治县（2）                                                | 向化藏族乡、朔北藏族乡 |
| 西宁市（6）                 | 湟源县（1）                                                            | 日月藏族乡 |
| 海东市（19）                | 乐都区（3）                                                            | 达拉土族乡、下营藏族乡、中坝藏族乡 |
| 海东市（19）                | 平安区（5）                                                            | 巴藏沟回族乡、古城回族乡、石灰窑回族乡、洪水泉回族乡、沙沟回族乡 |
| 海东市（19）                | 民和回族土族自治县（1）                                                | 杏儿藏族乡 |
| 海东市（19）                | 互助土族自治县（2）                                                    | 巴扎藏族乡、松多藏族乡 |
| 海东市（19）                | 化隆回族自治县（4）                                                    | 雄先藏族乡、塔加藏族乡、金源藏族乡、查甫藏族乡 |
| 海东市（19）                | 循化撒拉族自治县（4）                                                  | 文都藏族乡、岗察藏族乡、道帏藏族乡、尕楞藏族乡 |
| 海北藏族自治州（2）         | 门源回族自治县（1）                                                    | 皇城蒙古族乡 |
| 海北藏族自治州（2）         | 海晏县（1）                                                            | 哈勒景蒙古族乡 |
| 海南藏族自治州（1）         | 贵德县（1）                                                            | 新街回族乡 |
| 新疆维吾尔自治区（42个）    |                                                                        | |
| 乌鲁木齐市（1）             | 米东区（1）                                                            | 柏杨河哈萨克族乡 |
| 吐鲁番市（1）               | 鄯善县（1）                                                            | 东巴扎回族乡 |
| 哈密市（3）                 | 伊州区（2）                                                            | 德外里都如克哈萨克族乡、乌拉台哈萨克族乡 |
| 哈密市（3）                 | 伊吾县（1）                                                            | 前山哈萨克族乡 |
| 昌吉回族自治州（11）        | 昌吉市（1）                                                            | 阿什里哈萨克族乡 |
| 昌吉回族自治州（11）        | 阜康市（2）                                                            | 上户沟哈萨克族乡、三工河哈萨克族乡 |
| 昌吉回族自治州（11）        | 呼图壁县（1）                                                          | 石梯子哈萨克族乡 |
| 昌吉回族自治州（11）        | 玛纳斯县（3）                                                          | 塔西河哈萨克族乡、旱卡子滩哈萨克族乡、清水河子哈萨克族乡 |
| 昌吉回族自治州（11）        | 奇台县（3）                                                            | 大泉塔塔尔族乡、五马场哈萨克族乡、乔仁哈萨克族乡 |
| 昌吉回族自治州（11）        | 木垒哈萨克自治县（1）                                                  | 大南沟乌孜别克族乡 |
| 巴音郭楞蒙古自治州（1）     | 和硕县（1）                                                            | 乌什塔拉回族乡 |
| 阿克苏地区（2）             | 温宿县（1）                                                            | 博孜墩柯尔克孜族乡 |
| 阿克苏地区（2）             | 乌什县（1）                                                            | 亚曼苏柯尔克孜族乡 |
| 克孜勒苏柯尔克孜自治州（1） | 阿克陶县（1）                                                          | 塔尔塔吉克族乡 |
| 喀什地区（3）               | 泽普县（1）                                                            | 布依鲁克塔吉克族乡 |
| 喀什地区（3）               | 莎车县（1）                                                            | 孜热甫夏提塔吉克族乡 |
| 喀什地区（3）               | 塔什库尔干塔吉克自治县（1）                                            | 科克亚尔柯尔克孜族乡 |
| 和田地区（2）               | 皮山县（2）                                                            | 康克尔柯尔克孜族乡、瑙阿巴提塔吉克族乡 |
| 伊犁哈萨克自治州（10）      | 霍尔果斯市（1）                                                        | 伊车嘎善锡伯族乡 |
| 伊犁哈萨克自治州（10）      | 伊宁县（1）                                                            | 愉群翁回族乡 |
| 伊犁哈萨克自治州（10）      | 察布查尔锡伯自治县（1）                                                | 米粮泉回族乡 |
| 伊犁哈萨克自治州（10）      | 霍城县（1）                                                            | 三宫回族乡 |
| 伊犁哈萨克自治州（10）      | 昭苏县（3）                                                            | 胡松图哈尔逊蒙古族乡、察汗乌苏蒙古族乡、夏特柯尔克孜族乡 |
| 伊犁哈萨克自治州（10）      | 特克斯县（2）                                                          | 阔克铁热克柯尔克孜族乡、呼吉尔特蒙古族乡 |
| 伊犁哈萨克自治州（10）      | 尼勒克县（1）                                                          | 科克浩特浩尔蒙古族乡 |
| 塔城地区（5）               | 塔城市（1）                                                            | 阿西尔达斡尔族乡 |
| 塔城地区（5）               | 乌苏市（2）                                                            | 吉尔格勒特郭愣蒙古族乡、塔布勒合特蒙古族乡 |
| 塔城地区（5）               | 额敏县（2）                                                            | 霍吉尔特蒙古族乡、额玛勒郭楞蒙古族乡 |
| 阿勒泰地区（2）             | 阿勒泰市（1）                                                          | 汗德尕特蒙古族乡 |
| 阿勒泰地区（2）             | 布尔津县（1）                                                          | 禾木哈纳斯蒙古族乡 |